# Division d'Honneur 1902-03
La Primera División de Bélgica 1902/03 fue la octava temporada de la máxima competición futbolística en Bélgica.

## Tabla de posiciones

### Grupo A
| Pos | Equipo                    | PJ | PG | PE | PP | GF | GC | Pts | DG  | Notas                        |
| --- | ------------------------- | -- | -- | -- | -- | -- | -- | --- | --- | ---------------------------- |
| 1   | Beerschot A.C.            | 7  | 5  | 2  | 0  | 24 | 12 | 12  | +12 | Clasificado a la ronda final |
| 2   | Léopold Club de Bruxelles | 7  | 5  | 1  | 1  | 18 | 8  | 11  | +10 | Clasificado a la ronda final |
| 3   | C.S. Brugeois             | 7  | 2  | 0  | 5  | 9  | 21 | 4   | -12 |                              |
| 4   | Antwerp F.C.              | 4  | 1  | 1  | 2  | 8  | 7  | 3   | +1  |                              |
| 5   | F.C. Brugeois             | 7  | 1  | 0  | 6  | 7  | 18 | 2   | -11 |                              |

PJ = Partidos jugados; PG = Partidos ganados; PE = Partidos empatados; PP = Partidos perdidos; GF = Goles a favor; GC = Goles en contra; Pts = Puntos; DG = Diferencia de goles

### Grupo B
| Pos | Equipo                               | PJ | PG | PE | PP | GF | GC | Pts | DG  | Notas                        |
| --- | ------------------------------------ | -- | -- | -- | -- | -- | -- | --- | --- | ---------------------------- |
| 1   | Union Saint-Gilloise                 | 8  | 7  | 0  | 1  | 40 | 13 | 14  | +27 | Clasificado a la ronda final |
| 2   | Racing Club de Bruxelles             | 8  | 6  | 0  | 2  | 25 | 7  | 12  | +18 | Clasificado a la ronda final |
| 3   | Athletic & Running Club de Bruxelles | 7  | 3  | 0  | 4  | 20 | 26 | 6   | -6  |                              |
| 4   | F.C. Liégeois                        | 7  | 3  | 0  | 4  | 16 | 25 | 6   | -9  |                              |
| 5   | Verviers F.C.                        | 8  | 0  | 0  | 8  | 7  | 37 | 0   | -30 | [Nota 1]                     |

PJ = Partidos jugados; PG = Partidos ganados; PE = Partidos empatados; PP = Partidos perdidos; GF = Goles a favor; GC = Goles en contra; Pts = Puntos; DG = Diferencia de goles
[Nota 1] Fusionado con Stade Wallon de Verviers para formar C.S. Verviétois.

### Ronda final
| Pos | Equipo                    | PJ | PG | PE | PP | GF | GC | Pts | DG |
| --- | ------------------------- | -- | -- | -- | -- | -- | -- | --- | -- |
| 1   | Racing Club de Bruxelles  | 6  | 5  | 1  | 0  | 12 | 4  | 11  | +8 |
| 2   | Union Saint-Gilloise      | 6  | 3  | 0  | 3  | 6  | 8  | 6   | -2 |
| 3   | Beerschot A.C.            | 6  | 2  | 2  | 2  | 5  | 8  | 6   | -3 |
| 4   | Léopold Club de Bruxelles | 6  | 0  | 1  | 5  | 2  | 5  | 1   | -3 |

PJ = Partidos jugados; PG = Partidos ganados; PE = Partidos empatados; PP = Partidos perdidos; GF = Goles a favor; GC = Goles en contra; Pts = Puntos; DG = Diferencia de goles